# Proteuxoa plusiata
Proteuxoa plusiata är en fjärilsart som beskrevs av Walker 1865. Proteuxoa plusiata ingår i släktet Proteuxoa och familjen nattflyn. Inga underarter finns listade i Catalogue of Life.